# سعدی المنلا
سعدی المنلا (انگلیسی: Saadi Al Munla؛ ۴ نوامبر ۱۸۹۰ – ۱۲ دسامبر ۱۹۷۵) یک سیاست‌مدار اهل لبنان که از تاریخ ۲۲ مه ۱۹۴۶ تا تاریخ ۱۴ دسامبر ۱۹۴۶ سمت نخست‌وزیر لبنان را برعهده داشت.